# Erzbistum Bulawayo
Das Erzbistum Bulawayo (lat.: Archidioecesis Bulauaiensis) ist eine in Simbabwe gelegene römisch-katholische Erzdiözese mit Sitz in Bulawayo.

## Geschichte
Das Erzbistum Bulawayo wurde am 4. Januar 1931 durch Papst Pius XI. mit der Apostolischen Konstitution Congregationis Missionariorum aus Gebietsabtretungen der Apostolischen Präfektur Salisbury als Mission sui juris Bulawayo errichtet. Am 18. Juli 1932 wurde die Mission sui juris Bulawayo durch Pius XI. mit der Apostolischen Konstitution Admonet Nos zur Apostolischen Präfektur erhoben. Die Apostolische Präfektur Bulawayo wurde am 13. April 1937 durch Pius XI. mit der Apostolischen Konstitution Ad maiorem dignitatis zum Apostolischen Vikariat erhoben. Am 29. Juni 1953 gab das Apostolische Vikariat Bulawayo Teile seines Territoriums zur Gründung der Apostolischen Präfektur Wankie ab.
Das Apostolische Vikariat Bulawayo wurde am 1. Januar 1955 durch Papst Pius XII. mit der Apostolischen Konstitution Quod Christus zum Bistum erhoben und dem Erzbistum Salisbury als Suffraganbistum unterstellt. Am 2. April 1959 gab das Bistum Bulawayo Teile seines Territoriums zur Gründung der Apostolischen Präfektur Bechuanaland ab. Das Bistum Bulawayo wurde am 10. Juni 1994 durch Papst Johannes Paul II. mit der Apostolischen Konstitution Ipso bene iuvante zum Erzbistum erhoben.

## Ordinarien

### Superiore von Bulawayo
- Ignatius Arnoz MHM, 1931–1932

### Apostolische Präfekten von Bulawayo
- Ignatius Arnoz MHM, 1932–1937

### Apostolische Vikare von Bulawayo
- Ignatius Arnoz MHM, 1937–1950
- Adolph Gregory Schmitt CMM, 1950–1955

### Bischöfe von Bulawayo
- Adolph Gregory Schmitt CMM, 1955–1974
- Ernst Heinrich Karlen CMM, 1974–1994

### Erzbischöfe von Bulawayo
- Ernst Heinrich Karlen CMM, 1994–1997
- Pius Alick Mvundla Ncube, 1997–2007
- Alex Thomas Kaliyanil SVD, seit 2009